# Paolo Pileri
Paolo Pileri, född den 31 juli 1944 i Terni, Italien, död den 12 februari 2007 var en italiensk roadracingförare som blev världsmästare i 125GP 1975. Efter karriären var han den som först upptäckte talangen Valentino Rossi besatt och var även manager till Loris Capirossi, innan han avled 2007.

## Segrar 250GP
| Nummer | Grand Prix | År   |
| ------ | ---------- | ---- |
| 1      | Belgien    | 1978 |

## Segrar 125GP
| Nummer | Grand Prix   | År   |
| ------ | ------------ | ---- |
| 1      | Spanien      | 1975 |
| 2      | Österrike    | 1975 |
| 3      | Västtyskland | 1975 |
| 4      | Italien      | 1975 |
| 5      | Holland      | 1975 |
| 6      | Belgien      | 1975 |
| 7      | Sverige      | 1975 |